# Манастир Српски Ковин
 Манастир Српски Ковин  у Српском Ковину (мађ. Ráckeve) је најстарији мушки манастир у Мађарској и један од два манастира у Будимској епархији Српске православне цркве. Смештен је 40 км јужно од Будимпеште, на острву Чепел, у средишту насеља Српски Ковин.

## Историјат
Према сачуваном предању, често занемареном, овај манастир представља средњовековну тековину и настао је у првој половини XII века. Као оснивач манастира помиње се краљица Јелена, ћерка рашког жупана Уроша I и супруга владара Беле II Слепог. У време кад је манастир настао Угарском је владала Јелена уместо свог малолетног сина Гезе II (1141–1161).
Након што су Турци 1439. године опсели и први пут освојили утврђено Смедерево, у два наврата су прешли Дунав, опустошили и опљачкали Ковин и сва околна насеља. Они који су избегли на време кренули су у дубину Угарске и доспели до острва Чепела на Дунаву. Угарски краљ Владислав је 10. октобра 1440. године уступио ковинским пресељеницима касноготичку цркву са капелама и звоником, па уз то, по свој прилици, одговарајући део краљевских земљишних поседа. Од тог доба до данас, на Чепелу постоји Горњи или Српски Ковин, са црквом посвећеном успењу Богородице и са капелама Св. Јована Претече и Св. Врачева Кузмана и Дамјана (прва на југоисточној, друга на југозападној страни).
Постоји могућност, да је у годинама око половине XVI века парохијска црква претворена у манастирску. За овај закључак нема непосредних доказа, али су у турском попису из 1546. године у Српском Ковину забележена три монаха и један свештеник што упућује на могућност да је уз цркву тада већ постојао манастир. За сада поуздани подаци из 1680. године, потврђују постојање манастира на Чепелском острву. У оквиру редукције манастира у време Марије Терезије, Ковински манастир је укинут 1777. године а малобројно братство, вероватно на челу са архимандритом Јосифом Станојевићем, пресељено је у манастир Грабовац а црква претворена у парохијску.
Након више од два века, ова велика светиња Срба у Мађарској поново добија статус манастира, на челу са игуманом Андрејем Пандуровићем из манастира Хиландара (погледати у галерији грамату ) који се ту настанио 26. септембра 2003. године. Додељен му је 2019. године чин архимандрита. Отац Андреј упокојио се 19. септембра 2023. године и сахрањен је у Новом Саду. Садашњи игуман манастира је високопреподобни архимандрит Методије Марковић.

## Архитектура
У време настанка, крајем XIII века, црква је представљала већу једнобродну, раноготску грађевину, правоугаоног облика у основи, габарита око 10 х 25 метара и са корисном површином око 175 m². На обимним зидинама од тесаног камена, дебљине око 90 цм, била су два портала, девет дводелних прозора и 16 потпорних стубаца. Приближно из истог времена је и издвојени звоник на источној страни, озидан тесаним каменом, сада сачуван у нивоу приземља и спрата. Његове основне мере (7,40 х 7,20 м), дебљина зидова око 2,50 м и мала корисна површина указују на дубину темеља до два метра и на висину око 50 метара заједно са уском пирамидалном капом на врху.
У годинама после 1440. године, након уступања цркве Србима, складна и пропорционална готска грађевина (са капелама ) претворена је у православну богомољу уз незнатне интервенције. Источни травеј, тространо завршен, преграђен је и претворен у олтарски простор одговарајуће величине. Без сумње, првобитни иконостас у уступљеној цркви представљао је ниску олтарску преграду са малим бројем икона донетих из Ковина у Банату. Данашњи иконостас са мањим бројем икона, потиче из 1770. године. Само су четири престоне иконе настале раније, 1746. године, и рад су непознатих руских и украјинских мајстора. Остале иконе, па и оне на неуобичајеним местима испод престоних, припадају мајсторима из Мосхопоља. Ова “развијена” преграда има више хоризонталних зона. Прва је парапетна и неосликана. Другу чине царске двери са 14 медаљона пророка, бочне двери са иконама изнад њих и најзад престоне иконе са издуженим медаљонима у подножју. У завршној четвртој зони налазе се крст са распећем, две пратеће иконе и апостоли у дуборезним рамовима. Чудотворну икону Пресвете Богородице, која се половином 19. века налазила северно изнад певница у храму, платио је да се ослика 1760. године, Јован Кириак житељ вароши Кожани, у Тесалији.
На основама ранијег, вероватно урушеног звоника, 1756. године је подигнут барокни део звоника у нивоу два спрата и са високом украсном капом на врху. Заједно са ранијим етажама звоник има приземље, три спрата и капу од дрвене грађе опшивене бакарним лимом. Висина зиданог дела звоника износи 26,10 м, висина декоративне капе (са јабуком и крстом ) 14,30 м, а свеукупна висина је 40,40 метара. Посматран у оквиру српске барокне архитектуре, звоник припада реткој групи торњева потпуно одвојених од цркве.

## Живопис
Натпис на бронзаној плочи узиданој у јужни зид припрате саопштава да је црква била сликана три пута – 1320. године (од чега нема сачуваних трагова ), потом 1514. године (од тог сликарства се, испод делова малтера из 1765. године који је отпао, види се само фрагмент лика Богородице са Христом ), те последњи пут 1765. године. Натпис изнад јужних врата, која воде из цркве у капелу Јована Крститеља, такође говори о живописању цркве у три маха. У параклисима уз цркву зидне слике рађене су 1771. године, што се види из натписа.
Цркву Успења Богородице у Српском Ковину и њена два параклиса осликали су мајстори које је предводио Теодор Симеонов из Мосхопоља. Сачувани су и уговори које је мајстор потписао са наручиоцима живописа. Пошто је црква рађена у готском стилу, иконограф се налазио пред тешким задатком, да на готски подељеним одељењима и површинама развије сцене према старом начину сликања у византијским и српским црквама. Цела велика црква као и припрате, од земље, па до врха готских сводова, између преплетених стубова, према сразмери простора који на сводовима горе бива све ужи, симетрично су испуњени фрескама светитеља као и српских владара и светаца. Саставци стубова згодно су комбиновани и покривани мањим сликама јеванђелиста, апостола, мученика, анђела и арханђела. На доњим деловима зидова, између усправних стубова, поређани су српски владари од Немање па до цара Уроша и цара Лазара, у природној величини.
Фреска на јужном зиду, у довратку пролаза између параклиса Светог Јована Претече и главне цркве, настала 1765. године, на којој се Јоаким и Ана молитвено обраћају Богородици представља занимљиву и изузетну појаву у српском сликарству. Призор подсећа на композицију Деизиса, али се као протагонисти појављују Богородица и њени родитељи.

## Галерија

### Сакрални предмети
- Дарохранилица XIX век
- Јеванђеље из 1701. год.
- Јеванђеље из 1716. год.
- Крст из XVIII века
- Путир XIX век
- Минеј из XVIII века

### Богослужења
- Декрет о произвођењу у игумана
- Игуман Андреј 
Пандуровић
- Његово преосвештенство Владика Лукијан
 Будимски
- Слава у Манастиру
 Српски Ковин
- Владика Лукијан освећује славски колач
- Освећење славксог
 колача